# Francisco Ribera de Villacastín

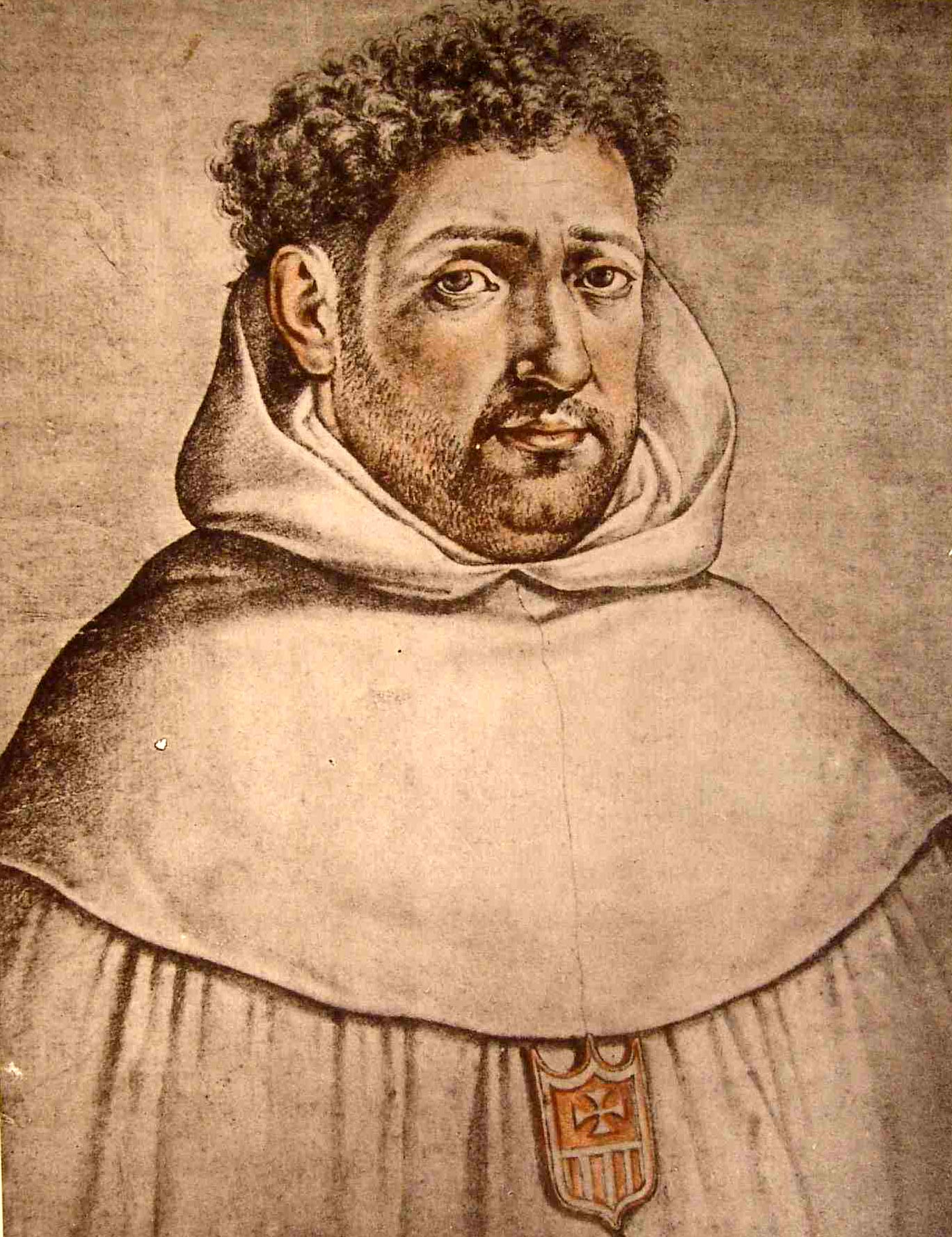
Francisco de Ribera

Francisco Ribera de Villacastín SJ (* 1537 in Villacastín; † 24. November 1591 in Salamanca) war ein spanischer Theologe und Exeget.

## Leben und Werk
Francisco de Ribera trat 1570 dem Jesuitenorden bei. Er wirkte von 1575 bis 1591 als Professor für Heilige Schrift am Jesuitenkolleg in Salamanca. Er wurde als Beichtvater und Biograph Teresas von Ávila bekannt.
Francisco de Ribera starb 1591 im Alter von 54 Jahren, ein Jahr nach der Veröffentlichung seines Kommentares zur Johannes-Apokalypse In Sacrum Beati Ioannis Apostoli & Evangelistiae Apocalypsin Commentarii (lateinisch: Kommentare zur Heiligen Offenbarung des seligen Apostels und Evangelisten Johannes), in dem er dieses biblische Buch entschieden eschatologisch interpretierte. Nach seiner Interpretation beziehen sich nur die einleitenden Kapitel der Offenbarung auf das alte, heidnische Rom. Die Kapitel 1 bis 11 nannte er das Siegelbuch und die Kapitel ab 12 das Buch des Überwindens des Antichristus. Letztere Kapitel umfassen seiner Ansicht nach buchstäbliche dreieinhalb Jahre vor der Übernahme der politischen Herrschaft durch Christus. Ribera lehrte, dass viele der prophetischen Ereignisse in der Offenbarung noch nicht eingetreten seien, sondern erst in der Zukunft eintreten würden. Er argumentierte, dass der Antichrist eine einzelne Person sein werde, die am Ende der Zeit auftreten würde, um die Gläubigen zu verführen und zu verfolgen. Diese futuristische Auslegung der Offenbarung stand im Gegensatz zur historischen Auslegung, die besagte, dass die Prophezeiungen der Offenbarung sich bereits in der Geschichte erfüllt hatten.
Ribera wendete sich so gegen spätmittelalterliche und protestantische Kommentatoren, die den Antichristen mit den innerzeitlichen Päpsten identifizierten.
Der protestantische Theologe Wilhelm Bousset bewertete Ribeiras Kommentar im enzyklopädischen Werk 'Die Offenbarung Johannis' wie folgt:

Ribeiras Kommentar und die folgenden sind die ersten Kommentare, denen man in gewissem Sinn wissenschaftlichen Wert zusprechen kann.
 Die Auslegungen zeugen sämtlich von der Bemühung, irgendwie die Weissagungen der Apk psychologisch begreifbar zu machen. 
Mit der wilden weltgeschichtlichen Deutung ist hier vollkommen gebrochen. 
Aber auch der verflachenden spiritualisierenden Auslegung entzieht man sich, man kommt der Gedankenwelt der Apk wieder nahe...
Ribera verfasste auch einen Kommentar zum Hebräerbrief, der nach seinem Tod im Jahre 1600 veröffentlicht wurde (In epistolam B. Pauli apostoli ad Hebraeos commentarii, „Kommentar zum Brief des Apostels Paulus an die Hebräer“).
Riberas futuristische Auslegung der Offenbarung hatte einen großen Einfluss auf spätere Theologen und Bibelausleger, insbesondere im Bereich des Dispensationalismus. Die futuristische Interpretation der Endzeitereignisse, die Ribera und andere förderten, prägte das Verständnis vieler evangelikaler Christen über die Wiederkunft Christi, die Entrückung der Gemeinde und die Endzeitereignisse. Riberas Ansatz war dabei nicht unumstritten.